# CAP-4 Paulistinha
 (juillet 2013).
Si vous disposez d'ouvrages ou d'articles de référence ou si vous connaissez des sites web de qualité traitant du thème abordé ici, merci de compléter l'article en donnant les références utiles à sa vérifiabilité et en les liant à la section « Notes et références ».
Le CAP-4 Paulistinha est un biplace d'école brésilien produit par la Companhia Aeronáutica Paulista durant la Seconde Guerre mondiale.

## Développement
En 1942 CAP acheta à la société Ypiranga les droits de fabrication de l’EAY-201, copie du Taylor Cub. Les ingénieurs Clay Presgrave de l'Amaral, de Romeu Corsini et d'Adonis Maitino de l’IPT furent chargés d’améliorer l'EAY-201 et surtout de l’adapter à une production de grande série. En 310 jours ils réalisèrent le prototype du CAP-4 Paulistinha qui effectua son premier vol le 2 avril 1943. La production en série débutait avant la fin du mois. Une vingtaine de CAP-4 furent suivie du modèle de grande série, le CAP-4A qui ne se distinguait que par des détails de construction.

## Le succès
Le CAP-4 Paulistinha était un monoplan à aile haute de construction mixte, tubes d’acier au chrome molybdène et bois. Il était équipé d’un moteur Franklin de 65 ch entraînant une bipale en bois produite par IPT. Biplace en tandem à double commande conçu pour les conditions d’utilisation au Brésil, il était robuste, bon marché, facile à piloter et à entretenir et, mis à part le moteur, entièrement produit par le groupe Pignatari, instrumentation comprise. En 1943 un avion sortait d’usine chaque jour. 777 exemplaires furent construits jusqu’en 1948. Il fut très largement utilisé pour la formation de pilotes civils par les aéro-clubs brésiliens, mais également exporté en Argentine, au Chili, au Paraguay, en Uruguay et même au Portugal. Un prototype CAP-4B de transport sanitaire et un prototype CAP-4C d’observation d’artillerie furent également construits.

## Un dérivé
Début 1945, Companhia Aeronáutica Paulista a décidé de développer une version biplace côte-à-côte du Paulistinha. Le prototype du CAP-5 Carioca fut réalisé à partir d’un CAP-4, le fuselage étant élargi sans modifier la voilure et les empennages. Les premiers vols eurent lieu en février, mais la certification fut difficile à obtenir. Tracté par un Franklin de 90 ch, ce modèle ne connut pas le succès, 7 exemplaires seulement, prototype compris, étant construits.

## Nouvelle production
Au milieu des années 1950 Jose Carlos Neiva transféra Sociedade Neiva à Botucatu, SP, et négocia avec le ministère de l’Aéronautique, détenteur des droits de production du Paulistinha depuis la disparition de CAP, l’achat d’une licence pour relancer la production de l’appareil. Après études, il proposa un certain nombre de modifications à la cellule d’origine pour en simplifier la production et améliorer les performances : repositionnement du réservoir de carburant, modification du fuselage et des vitrages, nouvelle instrumentation et moteur Lycoming de 100 ch. Le prototype Neiva P-56 Paulistinha prit l’air en 1956.
Au début des années 1960 on commençait à pratiquer l’épandage agricole par avion dans les États de São Paulo et du Paraná et josé Carlos Neiva décida d’adapter le P-56 à ce type de travail. Un réservoir de fibre de verre, une rampe d’épandage, un train renforcé et déplacement du poste radio pour rétablir le centre de gravité. Le succès commercial fut mitigé, l’arrivée d’appareils importés, mieux adaptés, ayant limité fortement les ventes du P-56 Agricola. Moins de 60 exemplaires furent construits, dont 3 au ministère de l’Agriculture. Plusieurs ont été livrés en octobre 1965 à l'École Supérieure d'Agronomie Luiz de Queirós (Piracicaba - SP) et quelques exemplaires ont été achetés par des particuliers.